# Skrapež
Skrapež (v srbské cyrilici Скрапеж) je řeka v západní části Srbska a v Černé Hoře, levý přítok řeky Đetinja. Vzniká na jižních svazích pohoří Bukovik a jihovýchodních svazích Povlenu soutokem potoků Sečica a Godljevača v nadmořské výšce 1259 m n. m. Poté teče paralelně k spojnici měst Valjevo–Užice jihovýchodním směrem. Skrapež protéká městy Kosjerić a Požega; jejím údolím je vedena částečně i trať Bělehrad-Bar. Ústí do řeky Đetinja v Požežském poli.